# Małgorzata Stefanowicz-Pecela
Małgorzata Stefanowicz-Pecela, także Malgožata Stefanovič (ur. 16 października 1983 w Wilnie) – polska politolożka, dyrektorka Instytutu Polskiego w Wilnie (2021–2022). 

## Życiorys
Małgorzata Stefanowicz-Pecela ukończyła Szkołę Średnią im. Władysława Syrokomli w Wilnie oraz studia magisterskie w zakresie stosunków międzynarodowych na Uniwersytecie Jagiellońskim. Tamże obroniła napisaną pod kierunkiem Barbary Stoczewskiej pracę doktorską w zakresie nauk społecznych pt. „Polityka etniczna Litwy w latach 1990–2004. Między polityzacją etniczności a etnizacją polityki”. Rozprawa została wyróżniona w konkursie Stowarzyszenia Naukowców Polaków Litwy (SNPL). Była stypendystką Erasmusa na Uniwersytecie Johanna Wolfganga Goethego we Frankfurcie nad Menem, Fundacji Konrada Adenauera na Uniwersytecie Ludwika i Maksymiliana w Monachium oraz Gemeinnützige Hertie-Stiftung na Sozial- und Jugendamt we Frankfurcie.
Jej zainteresowania naukowe obejmują procesy etniczne w krajach byłego ZSRS, znaczenie religii w stosunkach międzynarodowych, problemy polityki społecznej (zwłaszcza migracji, ubóstwa, wykluczenia społecznego, równouprawnienia kobiet i mężczyzn), współczesne problemy mniejszości narodowych w Europie, politykę polonijną i stosunki polsko-litewskie.
Pracowała w Instytucie Nauk Politycznych i Stosunków Międzynarodowych WSMiP UJ, gdzie od 2013 kierowała Centrum Studiów Litewskich. Od 2012 związana także z Polskim Ośrodkiem Naukowym UJ w Londynie. Od 14 czerwca 2021 do października 2022 była dyrektorką Instytutu Polskiego w Wilnie. Następnie podjęła pracę w Biurze Współpracy Międzynarodowej Uniwersytetu Ignatianum w Krakowie.
Należy do SNPL. Członkini Klubu Jagiellońskiego (KJ), w latach 2010–2012 wchodziła w skład jego Zarządu. Ekspertka Centrum Analiz KJ. Instruktorka Związku Harcerstwa Polskiego na Litwie. W latach 2012–2014 redaktorka naczelna kwartalnika „Goniec Litewski”.
Jej mężem jest Kamil Pecela.

## Publikacje książkowe
- Karolina Golemo, Bartosz Kaczorowski, Małgorzata Stefanowicz (red.), Polacy we Włoszech : historia, współczesność, zmiany, Kraków: Wydział Studiów Międzynarodowych i Politycznych UJ, 2014, s. 272, ISBN 978-83-62628-98-8.
- Andrzej Porębski, Małgorzata Stefanowicz (red.), Granice rzeczywiste i wyobrażone, Kraków: Księgarnia Akademicka, 2019, s. 492.
- Małgorzata Stefanowicz: Polityka etniczna Litwy w latach 1990–2004. Kraków: Ośrodek Myśli Politycznej, 2019, s. 272. ISBN 978-83-66112-12-4.